# Jasmine Keller-Hämmerle
Jasmine Keller-Hämmerle (2 de marzo de 1966) es una deportista austríaca que compitió en triatlón. Ganó una medalla de bronce en el Campeonato Mundial de Triatlón de Larga Distancia de 1999.

## Palmarés internacional
| Campeonato Mundial | Campeonato Mundial | Campeonato Mundial | Campeonato Mundial |
| Año                | Lugar              | Medalla            | Prueba             |
| ------------------ | ------------------ | ------------------ | ------------------ |
| 1999               | Säter (Suecia)     | Medalla de bronce  | Individual         |